# 克尔平
克尔平（德語：Cölpin）是德国梅克伦堡-前波美拉尼亚州的市镇，隶属于梅克伦堡湖区县。总面积为21.24平方千米，截至2023年12月31日总人口为913人。